# George Mary Searle
Pour les articles homonymes, voir Searle.
George Mary Searle (Londres, 27 juin 1839 – New York, 27 juin 1918) est un astronome américain. Il a découvert un astéroïde et 6 galaxies. Il a enseigné à la Catholic University of America. 
| (55) Pandore | 10 septembre 1858 |